# 索斯尼夫卡 (克拉斯諾赫拉德區)
49°25′8″N 35°38′53″E / 49.41889°N 35.64806°E
索斯尼夫卡（烏克蘭語：Соснівка）是位於烏克蘭東部的村莊，由哈爾科夫州别列斯京区的納塔利內市鎮負責管轄。該村始建於年1910，面積2.55平方公里，海拔高度111米，2001年人口473，人口密度每平方公里185.9人。